# Dinskaja
Dinskaja (ros. Динская) – stanica w Rosji, w Kraju Krasnodarskim, ośrodek administracyjny rejonu dińskiego. W 2010 liczyła 34 848 mieszkańców.

## Urodzeni
- Kuźma Dubina – rosyjski wojskowy, działacz emigracyjny.
- Stiepan Marianian – zapaśnik.